# Mark Deming
Mark Deming (Jackson, 1960) es un crítico, periodista y músico estadounidense.

## Carrera
Deming trabaja en la compañía All Media Guide desde 1999, donde realiza reseñas de música y películas. Se licenció en Periodismo por la Universidad Estatal de Míchigan. En 1978, consiguió un papel secundario en la película de Robert Altman A Wedding. En 1980 interpretó el personaje de Lobster Newberg en la película de culto Gorp.
A finales de la década de 1980, Deming fue la voz principal de The Lime Giants, un grupo de rock alternativo de Lansing. En 1989, el grupo publicó el álbum At Home with the Lime Giants.

## Filmografía
| Año  | Título    | Papel             | Notas |
| ---- | --------- | ----------------- | ----- |
| 1978 | A Wedding | Matthew Ruteledge |       |
| 1980 | Gorp      | Lobster Newburg   |       |